# Флахау
Флахау је насељено место у округу Санкт Јохан у Понгауу у аустријској покрајини Салцбург. Према подацима из 2010. у њему је живело 2.639 становника. Познат је скијашки центар.